# Северна Парк
Северна Парк (англ. Severna Park, род. 1958), реальное имя Сюзанна Фельдман (англ. Suzanne Feldman), — американская писательница-фантаст, лауреат премии «Небьюла» за лучший рассказ («Лекарство от всего», 2001).
Её первый роман «Говорящие сны» 1992 года был номинирован на литературную премию «Лямбда». Она была в длинном списке премии Джеймса Типтри-младшего в 1994 году (Amazons) и в шорт-листе в 1998 году (Рука пророчества) и 2000 году (Благовещение).
Теперь она пишет популярную фантастику. Работает учителем, живёт со своим партнёром двадцать пять лет в штате Мэриленд.

### Романы
- Speaking Dreams
  - Speaking Dreams (1992)
  - Hand of Prophecy (1998)
- The Annunciate (1999)

### Сборники
- The Cure for Everything (2013)

### Фантастические рассказы
- Amazons (1993)
- Tiger, Tiger (1998)
- Harbingers (1999)
- The Breadfruit Empire (1999)
- The Golem (2000)
- The Cure for Everything (2000)
- The Peaceable Kingdom (2000)
- Call for Submissions (2003)
- The Island of Varos (2003)
- The Three Unknowns (2004)
- Secret Histories (2013)
- The Crime Museum (2013)

### Эссе
- Read This (NYRSF, сентябрь 1998) (1998)